# 김다인 (2006년생 배우)
김다인(金觰璘, 2006년 7월 9일~)은 대한민국의 배우이다.

## 출연 작품

### 영화
| 연도 | 제목 | 배급사 | 제작사 | 배역 |

| 2022년 | 인생은 아름다워 | 롯데엔터테인먼트 | ㈜더 램프 | 강예진 역 |

### 드라마
|연도 | 방송사 | 방송명 | 배역 | 비고 |

| 2020년 | JTBC | 허쉬 | 서진 | 유선 딸 |

| 2020년 | KBS 2TV | 비밀의 남자 | 어린 한유정 | 엄현경 아역 |

| 2019년 | JTBC | 리갈하이 | 어린 서재인 | 서은수 아역 ||

| 2018년 | KBS 2TV | 당신의 하우스헬퍼 | 어린 윤상아 | 고원희 아역 |

| 2018년 | 썰스데이 시즌2_EP6 | 어린 안지영 | 볼빨간사춘기 안지영의 첫사랑 썰 |

## 그 외 활동

### 광고
```
* 
배스킨라빈스
(
2022 그래이맛 어워드
, 2022.9)
* 
언더아머
(
언더아머 X 인생네컷_돌파네컷 이벤트
, 2022.5)
* 
한화
 
카이스트
(
우주의 조약돌
, 2022.5)
* 
동아제약
(
박카스맛젤리_아이키 텐션젤리 편
, 2022.4)
* 
맥심(커피)
(
황금막내 Ep.1~4
, 2022.1)
* 한양수자인(
일상작품집_이동국 편
, 2021.10)
* 
쎈
(
수답쎈_답은 이미 우리안에 있다
, 2021.10)
* 
동아제약
(
원조 젤덕과 동네 젤덕의 대결! 과연 승자는?
, 2021. 7)
* 
비상교육
(
예은이의 혼 나가는 혼공을 잡아주는 핵꿀팁 대공개! (Feat. 중등인강 수박씨닷컴)
, 2021. 1)
* 
동아제약
(
박카스맛젤리_신상신맛 편
, 2020. 10)
* 
동아제약
(
박카스맛젤리_짝사랑편
, 2020. 5)
* 
동아제약
(
박카스맛젤리_언니의결심 편
, 2019. 12)
* 
동아제약
(
박카스맛젤리_ 훔쳐먹는 젤리가 젤리 맛있다 편(심부름편 후속)
, 2019. 8)
* 
구글
(
Google 검색_당신이 원하는 정보를 한 눈에 - 아티스트 검색 편
, 2019. 7)
* 
동아제약
(
박카스맛젤리_심부름편
, 2019. 6)
* 
서울우유
(
서울우유_고백데이 편
, 2019. 5)
* 
동행복권
(
꿈이 자란다, 복권이 잘한다! 편
, 2019. 5)
* 
배달의민족
(
배민신춘문예 대상! '사골국물' 편
, 2019. 4)
* 
오뚜기
(
50년간 카레와 함께한 당신의 이야기 - 오뚜기 카레 50주년 편
, 2019. 3)
* 
배달의민족
(
배달의민족이 소상공인 사장님에게 전하고 싶은 말 편
, 2018. 12)
* 코맥스(
2018 코맥스 기업홍보영상 편
, 2018. 5)

```